# 청우식품
청우식품은 과자를 주로 생산하여 껌과 사탕도 생산하는 대한민국 기업이다.

## 연혁
1. 1964 천안제과 설립
2. 1986 청우식품 마석제1공장
3. 1990 가평제2공장
4. 1994 포천제3공장
5. 2010 양문공장